# Mendoza Open
Het Mendoza Open Was een golftoernooi van de Argentijnse PGA Tour (TPG Tour). Het wordt ook wel het Western Open genoemd, niet te verwarren met het Western Open in de Verenigde Staten.
De eerste editie vond plaats in 1939 en werd gespeeld op de Andino Golf Club in de westelijke provincie Mendoza, net als in 1940. Pas in 1956 werd het toernooi weer georganiseerd, ditmaal op de Club de Campo Golf Club in Mendoza, waar het sindsdien bleef. Alleen in 1993 en in 2009 werd het weer op Andino gespeeld.
In 2010 telde het toernooi mee voor de Tour de Las Americas onder de naam The YPF Classic.

## Winnaars
| Jaar            | Baan                             | Winnaar                                       | Tweede plaats                   |
| --------------- | -------------------------------- | --------------------------------------------- | ------------------------------- |
| 1939            | Andino Golf Club                 | Carlos Blasi                                  |                                 |
| 1940            | Andino Golf Club                 | Carlos Blasi                                  |                                 |
| 1941            | Club de Campo Golf Club, Mendoza | Marcos Churio                                 |                                 |
| 1942 - 1955     | niet gespeeld                    | niet gespeeld                                 | niet gespeeld                   |
| 1956            | Club de Campo Golf Club, Mendoza | Antonio Cerdá Fidel de Luca Romulado Barbieri | (tie)                           |
| 1957            | Club de Campo Golf Club, Mendoza | Antonio Cerdá                                 |                                 |
| 1958 - 1975     | niet gespeeld                    | niet gespeeld                                 | niet gespeeld                   |
| 1976            | Club de Campo Golf Club, Mendoza | Fidel de Luca                                 |                                 |
| 1977            | Club de Campo Golf Club, Mendoza |                                               |                                 |
| 1978            | Club de Campo Golf Club, Mendoza |                                               |                                 |
| 1979            | Club de Campo Golf Club, Mendoza | Raul Travieso                                 |                                 |
| 1980 - 1990     | niet gespeeld                    | niet gespeeld                                 | niet gespeeld                   |
| 1991            | Club de Campo Golf Club, Mendoza | Raúl Fretes                                   |                                 |
| 1992            | Club de Campo Golf Club, Mendoza | Antonio Ortiz                                 |                                 |
| 1993            | Andino Golf Club                 | Armando Saavedra                              |                                 |
| 1994            | Club de Campo Golf Club, Mendoza | José Cóceres                                  |                                 |
| 1995 - 1998     | niet gespeeld                    | niet gespeeld                                 | niet gespeeld                   |
| 1999            | Club de Campo Golf Club, Mendoza | Mauricio Molina                               |                                 |
| 2000 - 2006     | niet gespeeld                    | niet gespeeld                                 | niet gespeeld                   |
| 2007            | Club de Campo Golf Club, Mendoza | Rafa Echenique                                | Rubén Alvarez                   |
| 2008            | niet gespeeld                    | niet gespeeld                                 | niet gespeeld                   |
| 2009            | Andino Golf Club                 | Sebastián Fernández                           | Martin Monguzzi, Gustavo Acosta |
| The YPF Classic |                                  |                                               |                                 |
| 2010            | Club de Campo Golf Club, Mendoza | Mauricio Molina                               | Rodolfo Gonzalez, Felix Cordoba |